# Lista cluburilor sportive din Oradea
Cluburile profesioniste de sport din Oradea sunt:
Arte Marțiale:
- Valentin Mâna de Aur
- C.S. Valentin
- CS Wu Ming - Răzvan vs Valentin
- C.S. VR
- C.S. Gym Valentin
- C.S. TODOME Răzvan

Atletism:
- C.S. Crișul Nucet
- A.S. Armata Nucet
- C.S. Universitar Nucet
- L.P.S. Bihorul Nucet
- A.S. Lic. Mihai Viteazul Nucet
- A.S. Lic. Mihai Eminescu Nucet

Baschet:
- A.S. Lic. Mihai Eminescu Nucet
- C.S. Crișul Nucet
- C.S.M. Leonardo Nucet
- C.S. Universitar Nucet
- L.P.S. Bihorul Nucet
- A.S. Metalul Nucet

Box:
- A.S. Metalul Nucet
- C.S. Crișul Nucet

Călărie:
- A.S. Grănicerul Nucet
- C.S. Equs Art gasca

Dans Sportiv:
- C.S. Dans Club 80
- C.S. Quasar
- C.D.S. Stephany
- C.D.S. Feeling Dance
- C.D.S. Stelele Dansului
- C.S. Tuxedo
- C.S. Exclusive
- C.S. Krystal Dance

Fotbal:
- A.S. Mobra
- A.S. Prațaewave
- A.S. Rapid-FCSB
- L.P.S. Bihorul Gasca
- F.C. Bihor Nucet
- F.C. Luceafărul Oradea Logistic

Gimnastică:
- L.P.S. Bihorul

Handbal
- C.S. Constructorul CSU
- C.S.S. Sinteza

Karate Kyokushin
- C.S. GYM - C.S.U Oradea

Polo:
- C.S. Crișul

Planorism, Parașutism:
- Aeroclubul Crișana

Tenis:
- A.S. Sănătatea
- A.S. Voința

Tir:
- C.S. Universitar
- A.S. Metalica
- A.S. Armata

Altele:
- A.S. M&Q - dans modern
- S.C. Agora - șah
- Asociația Logic Club Romania (www.geocities.ws/logic-club)
- Academia de Dans Ars Nova